# Моно
Моно (на английски: Mono) е окръг в Калифорния, САЩ. Окръжният му център е град Бриджпорт.

## География
Моно е с обща площ от 8111 кв. км. (3132 кв. мили).

## Население
Окръг Моно е с население от 14 168 души.(2017)

## Градове и градчета
- Бриджпорт
- Лий Вайнинг
- Мемът Лейкс